# Eleanor H. Porter
Eleanor H. Porter (Littleton, Nou Hampshire, 19 de desembre de 1868 - Cambridge, Massachusetts, 21 de maig de 1920) fou una escriptora i cantant estatunidenca.
Fou una notable concertista i després es dedicà a l'ensenyança musical i a la literatura, havent publicat les obres següents:
- Cross Currents (1907);
- The Turn of the Tide (1908);
- The Story of Marco (1911);
- Miss Billy (1911);
- Miss Billy's Desicion (1912);
- Pollyanna (1913);
- Miss Billy Married (1914);
- Pollyanna grows up (1915);
- Just David (1919);
- The road tounderstanding (1917);
- Oh money, oh money! (1918);
- Dawn (1919);
- Across the years (1919);
- The tie thet blinds (1919);
- The tangled thseads (1920);
- Mary-Marie (1920), i més de 200 historietes inserides en il·lustracions i periòdics.